# Респичо (Парма)
Респичо је насеље у Италији у округу Парма, региону Емилија-Ромања.
Према процени из 2011. у насељу је живело 104 становника. Насеље се налази на надморској висини од 189 м.